# Ehime (prefektura)
Ehime (japanski: kanji 愛媛県, romaji: Ehime-ken) je prefektura u današnjem Japanu. 
Nalazi se na zapadnoj obali otoka Shikokua. Nalazi se u chihō Shikoku.
Glavni je grad Matsuyama.
Organizirana je u 7 okruga i 20 općina. ISO kod za ovu pokrajinu je JP-38.
1. studenoga 2010. u ovoj je prefekturi živjelo 1,430.086 stanovnika.
Simboli ove prefekture su mandarinka satsuma  (Citrus unshiu), drvo bor, ptica japanski drozd (Erithacus akahige) i riba madai.